# Comisaría del Guainía
La comisaría del Guainía fue una antigua entidad territorial de Colombia que correspondía a la totalidad del hoy departamento del Guainía, ubicado al suroriente de este país. La entidad fue creada a partir de la segregación del territorio oriental de la antigua comisaría del Vaupés a través de la ley 18 del 13 de julio de 1963. Finalmente el 4 de julio de 1991 se elevó al Guainía a la categoría de departamento.
La colonización del Guainía ocurrió entre finales del siglo XIX y principios del XX, cuando diversos colonos del interior de Colombia penetraron la región para explotar caucho y resinas como el chicle, el pendare y la siringa; sin embargo esta migración diezmo y afecto a la población indígena que fue desplazada de su propio territorio.
La primera capital de la comisaría fue San Felipe de Nury, en la confluencia de los ríos Guainía y Negro; sin embargo dos años después fue trasladada a la población de Obando, que más tarde pasó a llamarse Puerto Inírida y posteriormente Inírida.

## División territorial
Para 1968, la comisaría tenía un único municipio, Obando, en tanto el resto del territorio estaba subdividido en corregimientos: El Coco, Remanso, La Playa, Vista Alegre sobre el río Inírida; El Sejal, San Felipe y La Guadalupe sobre el río Guainía.